# فريتز كولمان
فريتز كولمان (بالإنجليزية: Fritz Coleman)‏ هو صحفي أمريكي، ولد في 27 مايو 1948 في بيتسبرغ في الولايات المتحدة.

## وصلات خارجية
- فريتز كولمان على موقع IMDb (الإنجليزية)
- فريتز كولمان على موقع قاعدة بيانات الفيلم (الإنجليزية)